# Sedulia specularia
Sedulia specularia är en insektsart som först beskrevs av Carl Stål 1875.  Sedulia specularia ingår i släktet Sedulia och familjen gräshoppor. Inga underarter finns listade i Catalogue of Life.